# Euplassa
Euplassa Salisb. in Knight – rodzaj roślin z rodziny srebrnikowatych (Proteaceae). Obejmuje 20 gatunków występujących naturalnie na sawannach oraz w lasach deszczowych Ameryki Południowej w północnej części kontynentu, na południe po Boliwię i południową Brazylię, głównie na obszarach górskich. Wiele gatunków ma bardzo małe zasięgi, nierzadko znane są z pojedynczych populacji.

## Morfologia
PokrójDrzewa, rzadko krzewy. Różne części roślin pokryte są gruczołowatymi włoskami.
LiścieSkrętoległe, podzielone pierzasto, zwykle parzysto i wówczas oś liścia przedłużona poza ostatnią parę listków, rzadko wykształca się listek szczytowy. Listków jest od dwóch par do 10, zwykle naprzeciwległych lub niemal naprzeciwległych, są one całobrzegie lub odlegle piłkowane.
KwiatyKwiaty słabo grzbieciste, wyrastają parami na szypułkach lub siedzące. Pręciki siedzące (pylniki osadzone na końcach listków okwiatu), podczas gdy szyjka słupka jest długa i wyrasta poza okwiat, szyjka jest skrzywiona, na końcu nabrzmiała, znamię tworzy się z boku nabrzmienia. Okwiat czterodziałkowy, jego listki odwijają się w czasie kwitnienia.
OwoceKuliste lub jajowate orzechy, rzadko pestkowce, zawierające jedno lub dwa nasiona.

## Systematyka
Pozycja i podział rodziny według Angiosperm Phylogeny Website (aktualizowany system APG IV z 2016)
Rodzaj z rodziny srebrnikowatych stanowiącej grupę siostrzaną dla platanowatych, wraz z którymi wchodzą w skład rzędu srebrnikowców, stanowiącego jedną ze starszych linii rozwojowych dwuliściennych właściwych. W obrębie rodziny rodzaj stanowi klad bazalny w plemieniu Macadamieae C. Venkata Rao, 1968. Plemię to klasyfikowane jest do podrodziny Grevilleoideae Engl., 1892.
Wykaz gatunków
- Euplassa bahiensis (Meisn.) I.M.Johnst.
- Euplassa cantareirae Sleumer
- Euplassa chimantensis Steyerm.
- Euplassa duquei Killip & Cuatrec.
- Euplassa glaziovii (Mez) Steyerm.
- Euplassa hoehnei Sleumer
- Euplassa inaequalis (Pohl) Engl.
- Euplassa incana (Klotzsch) I.M.Johnst.
- Euplassa isernii Cuatrec. ex J.F.Macbr.
- Euplassa itatiaiae Sleumer
- Euplassa legalis (Vell.) I.M.Johnst.
- Euplassa madeirae Sleumer
- Euplassa nebularis Rambo & Sleumer
- Euplassa occidentalis I.M.Johnst.
- Euplassa organensis (Gardner) I.M.Johnst.
- Euplassa pinnata (Lam.) I.M.Johnst.
- Euplassa rufa (Loes.) Sleumer
- Euplassa saxicola (R.E.Schult.) Steyerm.
- Euplassa semicostata Plana
- Euplassa taubertiana K.Schum.